# Ribeirão das Antas (vattendrag i Brasilien, Goiás, lat -16,35, long -48,09)
Ribeirão das Antas är ett vattendrag i Brasilien.   Det ligger i delstaten Goiás, i den sydöstra delen av landet, 70 km söder om huvudstaden Brasília.
Omgivningarna runt Ribeirão das Antas är huvudsakligen savann. Runt Ribeirão das Antas är det ganska glesbefolkat, med 43 invånare per kvadratkilometer.